# Stars at the Sun
Stars at the Sun (англ. Stars at the Sun, также известная как «Звёзды на Солнце») — показательная баскетбольная игра, прошедшая в субботу, 10 июля 2010 года, в Анкасвилле (штат Коннектикут) на домашней арене клуба «Коннектикут Сан» «Мохеган Сан Арена». Эта игра считается альтернативным матчем всех звёзд женской НБА (ASG WNBA), которая прошла в рамках первого этапа подготовки национальной сборной США к чемпионату мира в Чехии, кроме этой игры в Анкасвилле прошли ещё четыре ASG, проводившиеся в 2005, 2009, 2013 и 2015 годах. Игра транслировалась спортивным кабельным телевизионным каналом ESPN (в формате HD TV) в 3:30 по Североамериканскому восточному времени (ET), а судьями на матче работали Кэмерон Инуйе, Курт Уокер и Майкл Прайс.
Национальная сборная США под руководством Джино Ориммы легко переиграла команду остальных звёзд ВНБА Брайана Эглера, получившего назначение на этот высокий пост, будучи тренером клуба, который к моменту объявления его имени лидировал по проценту побед в регулярном чемпионате текущего сезона, со счётом 99:72. Самым ценным игроком этого матча была признана Сильвия Фаулз, представляющая на нём команду «Чикаго Скай», в котором она набрала 23 очка и сделала 8 подборов.

## Stars at the Sun

### Составы команд
Игроки стартовых пятёрок матча всех звёзд женской НБА выбираются по итогам электронного голосования, проводимого среди болельщиков на официальном сайте лиги — WNBA.com. Выбор баскетболисток резервного состава команд Востока и Запада проводится путём голосования среди главных тренеров клубов, входящих в конференцию, причём они не могут голосовать за своих собственных подопечных. До 2013 года наставники могли выбрать двух защитников, двух форвардов, одного центрового и ещё двух игроков вне зависимости от их амплуа. В 2014 году позиции форварда и центрового были объединены в единую категорию нападения, после чего наставники команд стали голосовать за двух защитников, трёх игроков нападения и одного игрока независимо от позиции. Если та или иная баскетболистка не может участвовать в ASG из-за травмы или по болезни, то их заменяют специально отобранные для этого резервисты.
По правилам женской НБА на тренерский мостик сборных Запада и Востока назначаются наставники команд, которые принимали участие в финале прошлого сезона, исключением являются матчи всех звёзд ВНБА 1999 и 2009 годов. В 2009 году в финальной серии чемпионата играли команды «Финикс Меркури» и «Индиана Фивер», но, если принять во внимание, что в альтернативном матче всех звёзд принимали участие национальная сборная США и обобщённая сборная звёзд женской НБА, то вакантным было только одно место, посему сборной всех звёзд должен был руководить Кори Гейнс, тренер чемпиона. Однако на эту должность был назначен Брайан Эглер, тренер клуба «Сиэтл Шторм», который ко времени объявления его имени (27 июня) лидировал по проценту побед в регулярном чемпионате текущего сезона (13 побед при 2 поражениях). Наставника национальной сборной, которого обычно назначают на четырёхлетний цикл, выбирает федерация баскетбола США, в 2009 году она подписала контракт с самым титулованным тренером NCAA Джино Ориммой, десять раз приводившим к чемпионству команду «Коннектикут Хаскис».
Двенадцать лучших баскетболисток женской НБА в состав национальной сборной США для участия в чемпионате мира в Чехии выбирались в период с сентября 2009 года по июнь 2010 года. По итогам этого отбора в команду звёзднополосатых попали: Сью Бёрд, Кэппи Пондекстер, Дайана Таурази, Тамика Кэтчингс, Сильвия Фаулз, Рене Монтгомери, Энджел Маккатри, Майя Мур, Свин Кэш, Кэндис Дюпри, Кэндис Паркер и Тина Чарльз. Однако Паркер 13 июня, в игре регулярного чемпионата ВНБА между командами «Лос-Анджелес Спаркс» и «Миннесота Линкс», получила серьёзную травму левого плеча, в результате чего пропустила остаток сезона, и не смогла принять участие в этой игре, в итоге образовавшееся вакантное место в составе звёзднополосатых так и осталось вакантным. Кроме того помимо этой игры с 7 по 11 июля был организован тренировочный лагерь сборной США, в котором помимо вышеуказанных игроков принимали участие ещё двенадцать баскетболисток.
Процесс отбора баскетболисток в обобщённую сборную звёзд женской НБА слегка изменили, в отличие от обычного матча всех звёзд за месяц до начала встречи на официальном сайте лиги объявили голосование среди болельщиков, которые выбрали десятку лучших игроков женской НБА независимо от занимаемой позиции и в какой конференции играют, кроме того выбранные игроки, которые уже были включены в состав сборной США, будут играть в ней, остальные же будут выступать за команду звёзд, причём не обязательно в стартовом составе, а шестерых резервистов выбирали главные тренеры клубов, входящих в ассоциацию. По его итогам 29 июня кроме вышеупомянутых Сью Бёрд, Тамики Кэтчингс, Дайаны Таурази, Свин Кэш и Кэндис Паркер в десятку лучших попали Бекки Хэммон, Лорен Джексон, Джейн Аппель, Мишель Сноу и София Янг, а 6 июля был опубликован состав резервистов, в который вошли Кристал Лэнгхорн, Санчо Литтл, Изиане Кастро Маркес, Пенни Тэйлор, Кэти Дуглас и Ребекка Брансон. Однако Литтл, Джексон и Хэммон из-за травм не смогли принять участие в этой игре, в результате чего на образовавшиеся вакантные места в составе сборной звёзд женской НБА были включены Линдсей Хардинг, Моник Карри и Линдсей Уэйлен.
По результатам голосования второй раз на альтернативный матч всех звёзд получили вызов Сью Бёрд, Дайана Таурази, Тамика Кэтчингс, Свин Кэш, Бекки Хэммон и Линдсей Уэйлен.
В данной таблице опубликованы полные составы сборных США и звёзд женской НБА предстоящего матча.
| Поз.                                              | Игрок             | Команда             | Выбор             |
| Стартовая пятёрка                                 | Стартовая пятёрка | Стартовая пятёрка   | Стартовая пятёрка |
| ------------------------------------------------- | ----------------- | ------------------- | ----------------- |
| З                                                 | Сью Бёрд          | Сиэтл Шторм         | 2-й               |
| З                                                 | Кэппи Пондекстер  | Нью-Йорк Либерти    | 1-й               |
| Ф                                                 | Дайана Таурази    | Финикс Меркури      | 2-й               |
| Ф                                                 | Тамика Кэтчингс   | Индиана Фивер       | 2-й               |
| Ц                                                 | Сильвия Фаулз     | Чикаго Скай         | 1-й               |
| Запасные игроки                                   |                   |                     |                   |
| З                                                 | Рене Монтгомери   | Коннектикут Сан     | 1-й               |
| Ф                                                 | Энджел Маккатри   | Атланта Дрим        | 1-й               |
| Ф                                                 | Майя Мур          | Коннектикут Хаскис  | 1-й               |
| Ф                                                 | Свин Кэш          | Сиэтл Шторм         | 2-й               |
| Ф                                                 | Кэндис Дюпри      | Финикс Меркури      | 1-й               |
| Ф                                                 | Кэндис Паркер[a]  | Лос-Анджелес Спаркс | 1-й               |
| Ц                                                 | Тина Чарльз       | Коннектикут Сан     | 1-й               |
| Главный тренер: Джино Оримма (Коннектикут Хаскис) |                   |                     |                   |

| Поз.                                       | Игрок                | Команда                  | Выбор             |
| Стартовая пятёрка                          | Стартовая пятёрка    | Стартовая пятёрка        | Стартовая пятёрка |
| ------------------------------------------ | -------------------- | ------------------------ | ----------------- |
| З                                          | Санчо Литтл[a]       | Атланта Дрим             | 1-й               |
| З                                          | Кэти Дуглас          | Индиана Фивер            | 1-й               |
| Ф                                          | Лорен Джексон[a]     | Сиэтл Шторм              | 1-й               |
| Ф                                          | Кристал Лэнгхорн     | Вашингтон Мистикс        | 1-й               |
| Ц                                          | Мишель Сноу          | Сан-Антонио Силвер Старз | 1-й               |
| Запасные игроки                            |                      |                          |                   |
| З                                          | Бекки Хэммон[a]      | Сан-Антонио Силвер Старз | 2-й               |
| З                                          | Пенни Тэйлор         | Финикс Меркури           | 1-й               |
| З                                          | Линдсей Хардинг[c]   | Вашингтон Мистикс        | 1-й               |
| З                                          | Линдсей Уэйлен[b]    | Миннесота Линкс          | 2-й               |
| Ф                                          | Изиане Кастро Маркес | Атланта Дрим             | 1-й               |
| Ф                                          | Моник Карри[c]       | Вашингтон Мистикс        | 1-й               |
| Ф                                          | София Янг            | Сан-Антонио Силвер Старз | 1-й               |
| Ф                                          | Ребекка Брансон      | Миннесота Линкс          | 1-й               |
| Ц                                          | Джейн Аппель         | Сан-Антонио Силвер Старз | 1-й               |
| Главный тренер: Брайан Эглер (Сиэтл Шторм) |                      |                          |                   |

- a  Игроки, не принимавшие участие в матче из-за травмы.
- b  Игроки, заменившие в нём травмированных.
- c  Игроки, начавшие игру в стартовой пятёрке, вместо травмированных.

### Ход матча
С самого начала национальная сборная США очертила своё преимущество в матче, спустя всего минуту, после двух точных бросков Дайаны Таурази, поведя в счёте 6:2, а через четыре минуты, после дальнего попадания Кэппи Пондекстер, увеличила разницу в счёте вдвое — 16:8. К середине первой четверти сборной звёзд ВНБА, после точного трёхочкового в исполнении Кэти Дуглас, удалось немного сократить своё отставание (15:21), а затем последовал предусмотренный регламентом игры официальный тайм-аут. После его завершения звёзднополосатые продолжили нагнетать ситуацию на площадке, им удавались блестящие проходы и стремительные переходы из обороны в атаку и наоборот. В конце четверти, после двух точных бросков из-под кольца Кэндис Дюпри и четырёх очков подряд Сильвии Фаулз перевес в счёте достиг двузначной отметки (29:19). Первая половина второй четверти прошла в абсолютно равной борьбе, в концовке которой сборной звёзд женской НБА даже немного удалось сократить разницу в счёте (26:33). После этого Брайан Эглер взял минутный тайм-аут, чтобы объяснить своим подопечным как действовать дальше, однако после его завершения американки набрали пять очков кряду. Такой ход событий заставил наставника звёздной сборной взять ещё один тайм-аут, чтобы как-то успокоить свою команду и дать ей небольшую передышку, однако это не принесло никаких плодов, напротив в последние четыре минуты первой половины матча на площадке играла только одна команда, а вторая просто отбывала номер. За две с половиной минуты до конца второй четверти броском из-под кольца Кэндис Дюпри увеличила преимущество своей команды до пятнадцати очков, а за несколько секунд до большого перерыва Свин Кэш довела его до разгромного (49:28).
После большого перерыва обстановка на площадке не изменилась, первые минуты третьей четверти опять прошли в абсолютно равной борьбе, а затем американки вновь перехватили инициативу и продолжили наращивать своё преимущество, которое за 6:31 до конца четверти, после точного броска Майи Мур, достигло 26 очков (58:32). Однако особым рвением в третьем отрезке матча отличалась Сильвия Фаулз, которая своими активными действиями просто разрывала оборону соперника, набрав менее чем за шесть минут целых тринадцать очков, и именно она, за 3:38 до конца третьей четверти, довела разрыв в счёте до неприличного (68:37). Затем по регламенту состоялся официальный тайм-аут, сразу после которого вместо Фаулз и Мур на площадку вышли Кэш и Дюпри, в результате этого расстановка сил на паркете выравнялась, и оставшиеся до технического перерыва три минуты прошли в абсолютно равной борьбе, а третья четверть завершилась со счётом 75:44. Но с самого начала заключительного отрезка матча, когда итоговый результат был для всех очевиден, инициатива в нём постепенно перешла на сторону сборной звёзд, которая сначала, после точных штрафных в исполнении Линдсей Уэйлен, сократила разрыв в счёте до 25 очков (52:77), а за 6:11 до конца четвёртой четверти, после точного броска из-под кольца Софии Янг, — до двадцати (61:81). Впрочем после минутного тайм-аута, взятого Брайаном Эглером, на площадке вновь пошла равная игра, которая продолжалась вплоть до счёта 70:90. Последние две минуты встречи опять прошли под диктовку звёзднополосатых, в составе которых ещё по два раза отличились Свин Кэш и Майя Мур, тем самым установив окончательный счёт на табло (99:72).
Самым ценным игроком этой игры была признана Сильвия Фаулз из «Чикаго Скай», которая набрала 23 очка и совершила 8 подборов. Кроме того лучшими игроками встречи, предопределившими победу сборной США, стали Кэндис Дюпри, набравшая 13 очков и 8 подборов, Свин Кэш, набравшая 13 очков, 2 подбора и 3 передачи, Майя Мур, набравшая 12 очков, 8 подборов, 5 передач и 3 перехвата и Энджел Маккатри, набравшая 11 очков, 3 передачи и 3 перехвата. Лучшими игроками сборной всех звёзд стали Кэти Дуглас, набравшая 15 очков, 2 подбора, 2 передачи и 3 перехвата, Пенни Тэйлор, набравшая 12 очков и 3 перехвата, София Янг, набравшая 10 очков и 5 подборов, Линдсей Уэйлен, набравшая 8 очков, 4 подбора, 2 передачи и 2 перехвата и Мишель Сноу, набравшая 8 очков.
| 10 июля 2010 года 3:30 pm (ET) | Протокол | Сборная США               | 99:72    | Звёзды ВНБА       | Мохеган Сан Арена, Анкасвилл (штат Коннектикут) Зрителей: 9 518 Судьи: Кэмерон Инуйе № 13 Курт Уокер № 18 Майкл Прайс № 39 | ESPN (HD) |
| 10 июля 2010 года 3:30 pm (ET) | Протокол | 29:19, 20:9, 26:16, 24:28 |          |                   | Мохеган Сан Арена, Анкасвилл (штат Коннектикут) Зрителей: 9 518 Судьи: Кэмерон Инуйе № 13 Курт Уокер № 18 Майкл Прайс № 39 | ESPN (HD) |
| 10 июля 2010 года 3:30 pm (ET) | Протокол | Сильвия Фаулз 23          | Очки     | Кэти Дуглас 15    | Мохеган Сан Арена, Анкасвилл (штат Коннектикут) Зрителей: 9 518 Судьи: Кэмерон Инуйе № 13 Курт Уокер № 18 Майкл Прайс № 39 | ESPN (HD) |
| 10 июля 2010 года 3:30 pm (ET) | Протокол | Фаулз, Дюпри и Мур 8      | Подборы  | Линдсей Хардинг 7 | Мохеган Сан Арена, Анкасвилл (штат Коннектикут) Зрителей: 9 518 Судьи: Кэмерон Инуйе № 13 Курт Уокер № 18 Майкл Прайс № 39 | ESPN (HD) |
| 10 июля 2010 года 3:30 pm (ET) | Протокол | Кэппи Пондекстер 6        | Передачи | Линдсей Хардинг 4 | Мохеган Сан Арена, Анкасвилл (штат Коннектикут) Зрителей: 9 518 Судьи: Кэмерон Инуйе № 13 Курт Уокер № 18 Майкл Прайс № 39 | ESPN (HD) |

### Полная статистика матча
В данной таблице показан подробный статистический анализ этого матча.

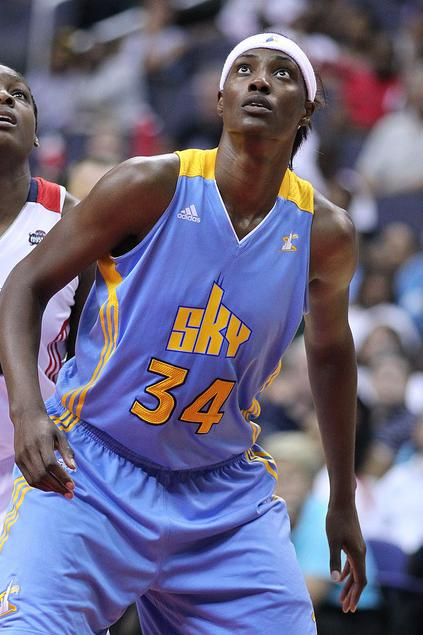
Сильвия Фаулз, лучшая по очкам и MVP матча (23)
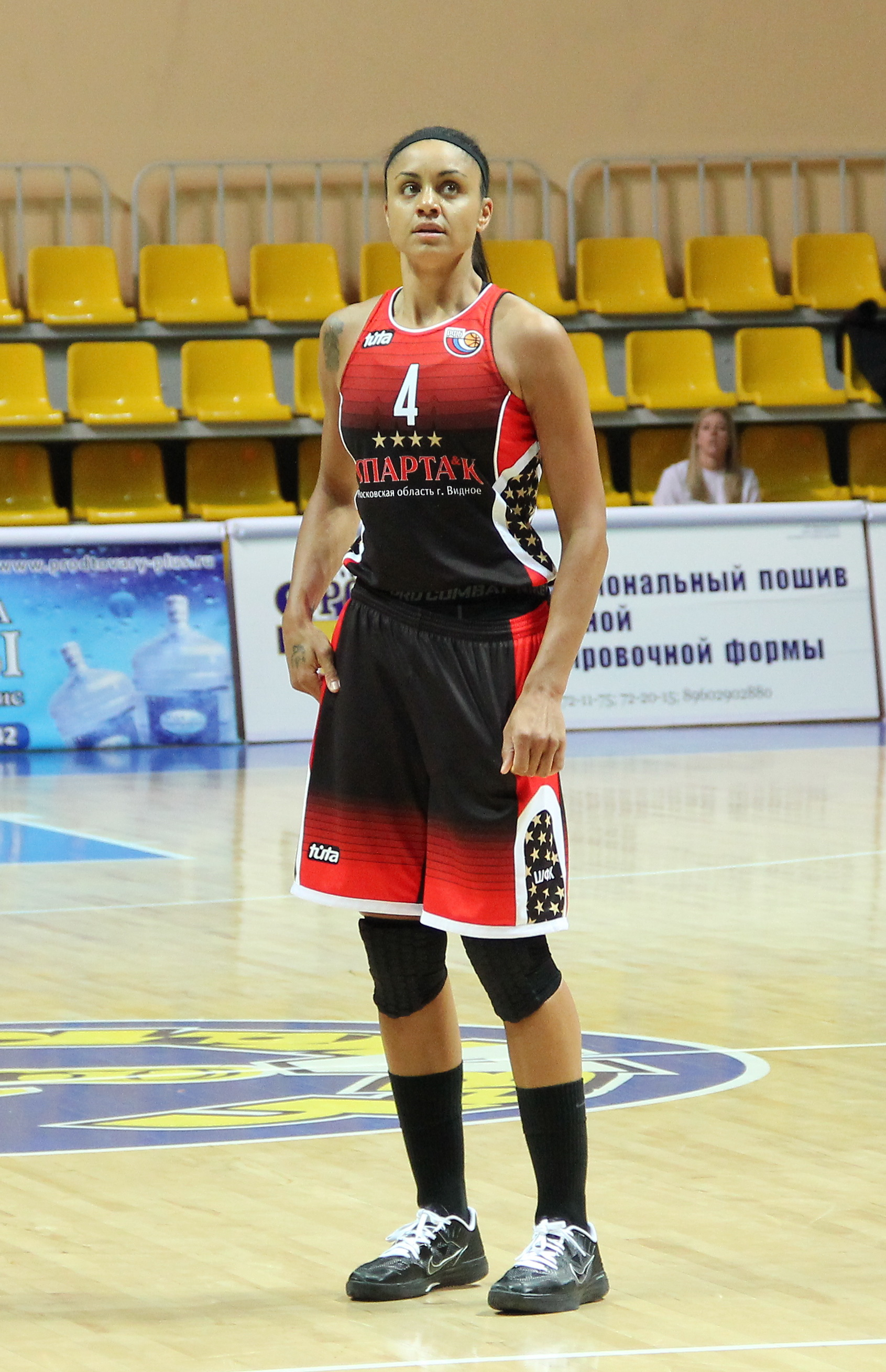
Кэндис Дюпри, лучший игрок матча по подборам (8)
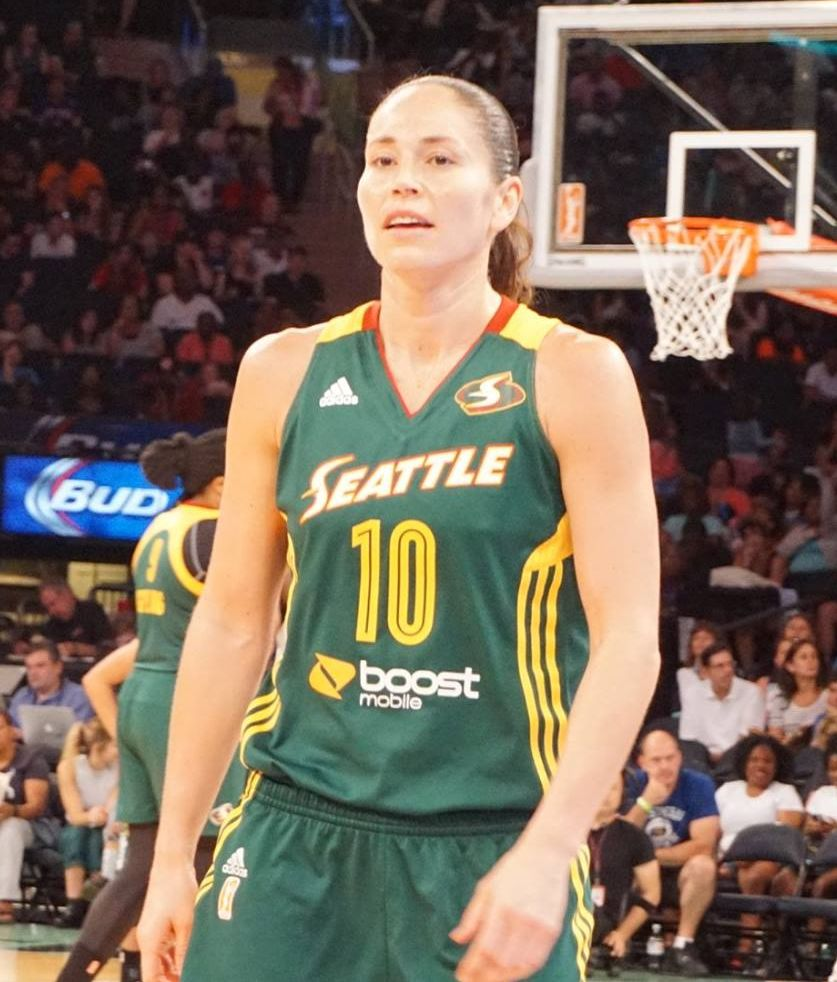
Сью Бёрд, второй игрок матча по передачам (5)
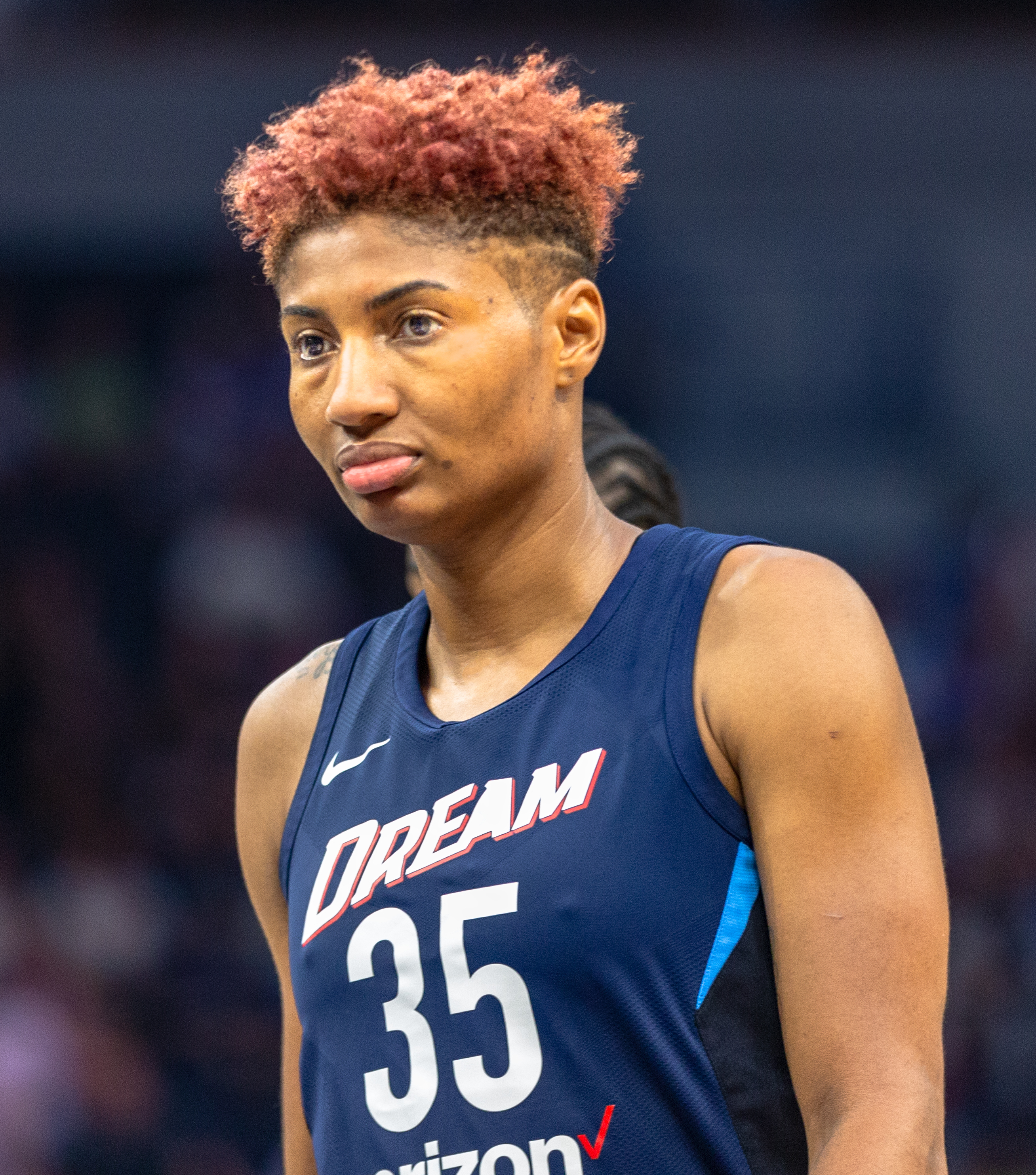
Энджел Маккатри, лучший игрок матча по перехватам (3)
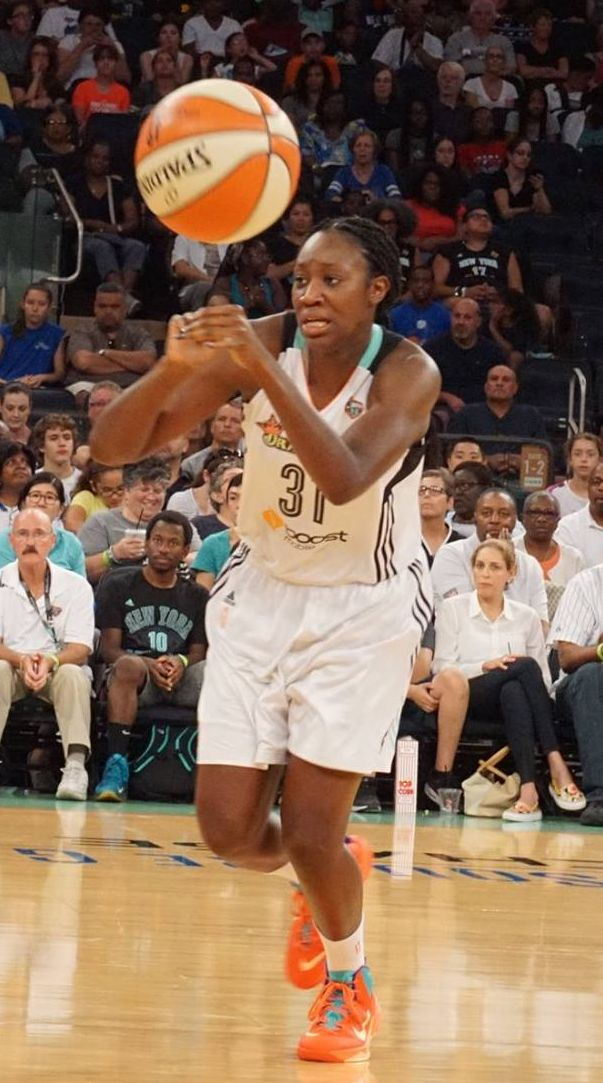
Тина Чарльз, лучший игрок матча по блок-шотам (2)

| Национальная сборная США |                            |        |       |      |      |     |     |     |     |    |    |    |     |    |     |
| Стартовая пятёрка        | Команда                    | MIN    | FG    | 3P   | FT   | OFF | DEF | TOT | AST | ST | BS | BA | TOV | PF | PTS |
| Сью Бёрд                 | Сиэтл Шторм                | 20:05  | 1-2   | 0-1  | 0-0  | 0   | 1   | 1   | 5   | 0  | 0  | 0  | 1   | 0  | 2   |
| Кэппи Пондекстер         | Нью-Йорк Либерти           | 19:21  | 2-4   | 1-3  | 2-2  | 1   | 2   | 3   | 6   | 0  | 1  | 0  | 2   | 2  | 7   |
| Дайана Таурази           | Финикс Меркури             | 20:05  | 4-7   | 1-4  | 0-0  | 0   | 1   | 1   | 0   | 1  | 1  | 0  | 1   | 1  | 9   |
| Тамика Кэтчингс          | Индиана Фивер              | 05:39  | 1-3   | 1-1  | 0-0  | 0   | 1   | 1   | 4   | 1  | 0  | 0  | 0   | 0  | 3   |
| Сильвия Фаулз[d]         | Чикаго Скай                | 16:23  | 9-11  | 0-0  | 5-7  | 4   | 4   | 8   | 0   | 0  | 0  | 1  | 2   | 2  | 23  |
| Запасные игроки          |                            |        |       |      |      |     |     |     |     |    |    |    |     |    |     |
| Рене Монтгомери          | Коннектикут Сан            | 14:10  | 0-2   | 0-2  | 0-0  | 0   | 1   | 1   | 3   | 1  | 0  | 0  | 1   | 2  | 0   |
| Энджел Маккатри          | Атланта Дрим               | 25:52  | 4-8   | 2-2  | 1-2  | 0   | 1   | 1   | 3   | 3  | 0  | 0  | 1   | 1  | 11  |
| Майя Мур                 | Коннектикут Хаскис         | 21:56  | 6-13  | 0-3  | 0-0  | 3   | 5   | 8   | 5   | 3  | 0  | 0  | 4   | 3  | 12  |
| Свин Кэш                 | Сиэтл Шторм                | 19:33  | 6-10  | 1-1  | 0-0  | 2   | 0   | 2   | 3   | 1  | 0  | 2  | 1   | 4  | 13  |
| Кэндис Дюпри             | Финикс Меркури             | 22:47  | 6-8   | 0-0  | 1-2  | 4   | 4   | 8   | 2   | 0  | 0  | 0  | 1   | 1  | 13  |
| Тина Чарльз              | Коннектикут Сан            | 14:09  | 3-7   | 0-0  | 0-0  | 1   | 4   | 5   | 1   | 1  | 2  | 0  | 1   | 2  | 6   |
| Всего                    |                            | 200:00 | 42-75 | 6-17 | 9-13 | 15  | 24  | 39  | 32  | 11 | 4  | 3  | 15  | 18 | 99  |
| Главный тренер           | Джино Оримма (Коннектикут) |        |       |      |      |     |     |     |     |    |    |    |     |    |     |

| Звёзды женской НБА   |                          |        |       |      |       |     |     |     |     |    |    |    |     |    |     |
| Стартовая пятёрка    | Команда                  | MIN    | FG    | 3P   | FT    | OFF | DEF | TOT | AST | ST | BS | BA | TOV | PF | PTS |
| Линдсей Хардинг      | Вашингтон Мистикс        | 20:56  | 1-4   | 0-2  | 2-2   | 5   | 2   | 7   | 4   | 1  | 0  | 0  | 4   | 1  | 4   |
| Кэти Дуглас          | Индиана Фивер            | 24:06  | 6-15  | 2-8  | 1-2   | 0   | 2   | 2   | 2   | 3  | 0  | 0  | 2   | 0  | 15  |
| Моник Карри          | Вашингтон Мистикс        | 14:06  | 1-3   | 0-1  | 3-4   | 2   | 1   | 3   | 0   | 0  | 0  | 0  | 2   | 0  | 5   |
| Кристал Лэнгхорн     | Вашингтон Мистикс        | 20:38  | 1-4   | 0-0  | 0-0   | 0   | 2   | 2   | 0   | 0  | 0  | 0  | 2   | 4  | 2   |
| Мишель Сноу          | Сан-Антонио Силвер Старз | 14:07  | 3-5   | 0-0  | 2-2   | 1   | 0   | 1   | 0   | 0  | 0  | 0  | 0   | 2  | 8   |
| Запасные игроки      |                          |        |       |      |       |     |     |     |     |    |    |    |     |    |     |
| Пенни Тэйлор         | Финикс Меркури           | 13:37  | 4-5   | 2-3  | 2-2   | 0   | 0   | 0   | 1   | 3  | 0  | 0  | 0   | 1  | 12  |
| Линдсей Уэйлен       | Миннесота Линкс          | 22:16  | 2-12  | 0-1  | 4-4   | 0   | 4   | 4   | 2   | 2  | 0  | 2  | 2   | 1  | 8   |
| Изиане Кастро Маркес | Атланта Дрим             | 15:54  | 1-8   | 0-1  | 0-0   | 0   | 2   | 2   | 1   | 0  | 0  | 2  | 5   | 2  | 2   |
| София Янг            | Сан-Антонио Силвер Старз | 19:22  | 5-8   | 0-1  | 0-0   | 3   | 2   | 5   | 0   | 0  | 0  | 0  | 1   | 1  | 10  |
| Ребекка Брансон      | Миннесота Линкс          | 19:04  | 2-5   | 0-0  | 2-2   | 1   | 1   | 2   | 0   | 0  | 2  | 0  | 0   | 1  | 6   |
| Джейн Аппель         | Сан-Антонио Силвер Старз | 15:54  | 0-1   | 0-0  | 0-0   | 0   | 2   | 2   | 1   | 1  | 1  | 0  | 1   | 0  | 0   |
| Всего                |                          | 200:00 | 26-70 | 4-17 | 16-18 | 12  | 18  | 30  | 11  | 10 | 3  | 4  | 19  | 13 | 72  |
| Главный тренер       | Брайан Эглер (Сиэтл)     |        |       |      |       |     |     |     |     |    |    |    |     |    |     |

- d  Жирным курсивным шрифтом выделена статистика самого ценного игрока матча.

## Другие события

### Конкурс трёхочковых бросков
В ежегодном соревновании по трёхочковым броскам (англ. WNBA 3-Point Shootout Challenge) принимали участие сразу шесть игроков. В этом году в нём принимали участие: первые номера драфта ВНБА 2002 и 2009 годов Сью Бёрд и Энджел Маккатри, неоднократные участницы матча всех звёзд Свин Кэш и Кэти Дуглас, а также Моник Карри и Линдсей Уэйлен. Прошлогодняя победительница турнира, Бекки Хэммон, при непосредственной подготовке к игре получила небольшое повреждение, поэтому не смогла защитить свой титул. По правилам этого конкурса претендент должен реализовать столько трёхочковых попыток насколько возможно из 5 разных позиций в течение одной минуты. Каждый игрок начинает кидать из одного угла площадки, постепенно перемещаясь от «точки» к «точке» по дуге, пока не достигнет противоположного угла площадки. На каждой «точке» игроку предоставляется четыре мяча, каждое попадание оценивается в одно очко, а также есть специальный «призовой мяч», достоинством в 2 балла. Конкурс прошёл в субботу, 10 июля 2010 года, в 2:00 дня по Североамериканскому восточному времени (ET), незадолго до начала самого матча.
В первом раунде победила Дуглас, набравшая 24 очка из 30 возможных, тем самым она всего один балл уступила рекорду конкурса, который в 2007 году установила Лори Кейн из «Вашингтон Мистикс». Кроме неё во второй раунд также прошли Свин Кэш и Линдсей Уэйлен, а Сью Бёрд, Моник Карри и Энджел Маккатри выступили немного хуже своих соперниц по первому этапу и не прошли в финальный раунд. В финале лучшей вновь стала Кэти Дуглас, набрав 23 очка, на одно меньше, чем в первом раунде, тем не менее намного опередив своих оппоненток. Уэйлен закончила соревнование с результатом в 11 баллов, а Кэш набрала всего 7 очков.

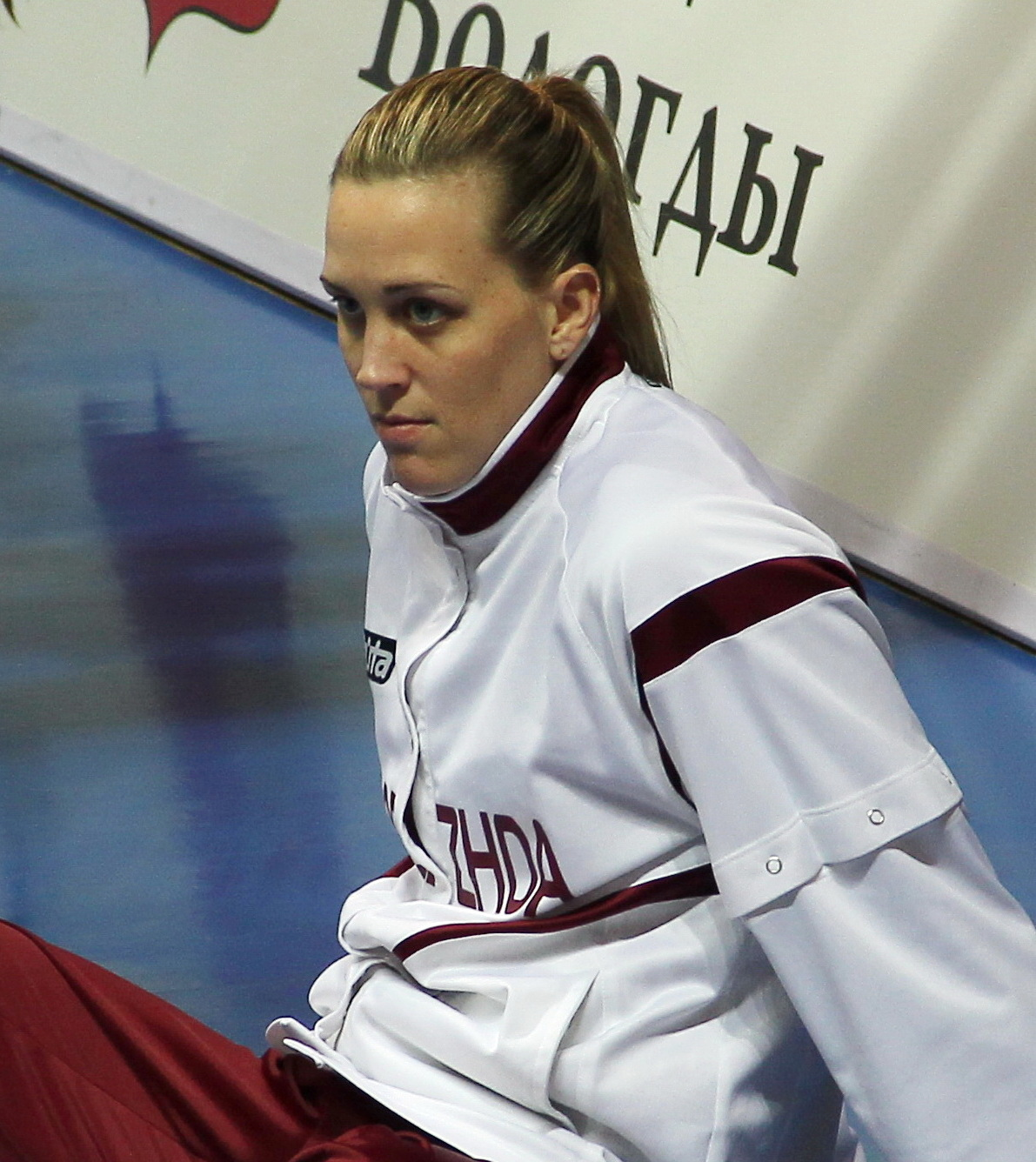
Кэти Дуглас стала победителем конкурса трёхочковых бросков

| Поз. | Игрок           | Команда           | Рост, см | Вес, кг | Попадания | Попытки | Процент | 1-й раунд | 2-й раунд |
| ---- | --------------- | ----------------- | -------- | ------- | --------- | ------- | ------- | --------- | --------- |
| З    | Кэти Дуглас     | Индиана Фивер     | 183      | 74      | 38        | 90      | 42,2    | 24        | 23        |
| З    | Линдсей Уэйлен  | Миннесота Линкс   | 173      | 68      | 8         | 34      | 23,5    | N/A       | 11        |
| Ф    | Свин Кэш        | Сиэтл Шторм       | 188      | 73      | 20        | 44      | 45,5    | N/A       | 7         |
| З    | Сью Бёрд        | Сиэтл Шторм       | 175      | 68      | 34        | 86      | 39,5    | N/A       | DNQ       |
| Ф    | Моник Карри     | Вашингтон Мистикс | 183      | 80      | 22        | 47      | 46,8    | N/A       | DNQ       |
| Ф    | Энджел Маккатри | Атланта Дрим      | 185      | 73      | 18        | 70      | 25,7    | N/A       | DNQ       |

### Соревнование по баскетбольным умениям
В ежегодном соревновании по баскетбольным умениям (англ. All-Star Dribble, Dish and Swish Challenge) принимали участие шесть игроков. В этом году участниками конкурса стали: первые номера драфта ВНБА 2007 и 2009 годов Линдсей Хардинг и Энджел Маккатри, неоднократная участница матча всех звёзд Кэппи Пондекстер, которая пыталась защитить свой прошлогодний титул, а также Рене Монтгомери, Линдсей Уэйлен и Изиане Кастро Маркес. В данном конкурсе игроки соревнуются в искусстве владения мячом: броски чередуются с точными пасами и оббеганиями официального логотипа женской НБА в полный человеческий рост с соблюдением официальных правил ведения мяча. Претендент, который пройдёт дистанцию с лучшим временем, становиться победителем. Соревнование прошло в субботу, 10 июля 2010 года, в 2:30 дня по Североамериканскому восточному времени (ET), незадолго до начала самого матча.
Лучшее время в первом раунде показала Линдсей Уэйлен, которая справилась с миссией за 26,6 секунды, на 2,8 секунды быстрее Рене Монтгомери (29,4), ставшей второй и на 4,7 секунды быстрее Пондекстер (31,3), которая стала третьей. Изиане Маркес, Линдсей Хардинг и Энджел Маккатри выполнили задание немного хуже своих соперниц и не прошли в финальный этап. В финале Монтгомери выполнила задание за 25,0 секунды, на 4,4 секунды лучше, чем в первом раунде, тем самым она установила рекорд конкурса, более чем на две секунды опередив прежнее достижение Бекки Хэммон и намного опередив своих соперниц. Кэппи Пондекстер во втором раунде показала результат 32,1 секунды, а Линдсей Уэйлен — 34,2 секунды.

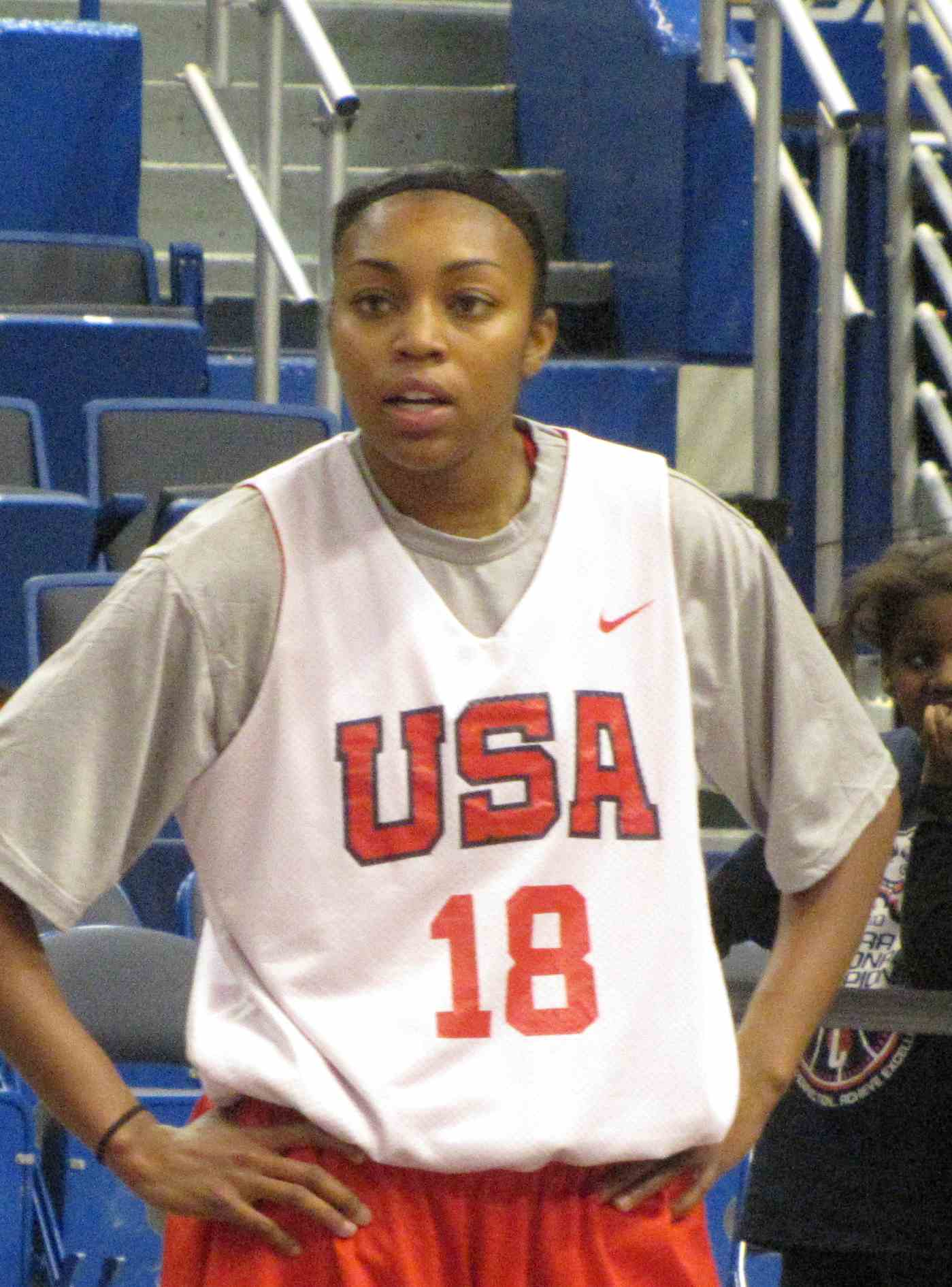
Рене Монтгомери — победитель конкурса

| Поз. | Игрок                | Команда           | Рост, см | Вес, кг | 1-й раунд | 2-й раунд |
| ---- | -------------------- | ----------------- | -------- | ------- | --------- | --------- |
| З    | Рене Монтгомери      | Коннектикут Сан   | 170      | 65      | 29,4      | 25,0      |
| Ф    | Кэппи Пондекстер     | Нью-Йорк Либерти  | 175      | 73      | 31,3      | 32,1      |
| З    | Линдсей Уэйлен       | Миннесота Линкс   | 173      | 68      | 26,6      | 34,2      |
| Ф    | Изиане Кастро Маркес | Атланта Дрим      | 183      | 64      | N/A       | DNQ       |
| З    | Линдсей Хардинг      | Вашингтон Мистикс | 173      | 63      | N/A       | DNQ       |
| Ф    | Энджел Маккатри      | Атланта Дрим      | 185      | 73      | N/A       | DNQ       |